# Charlotte zu den drei Nelken

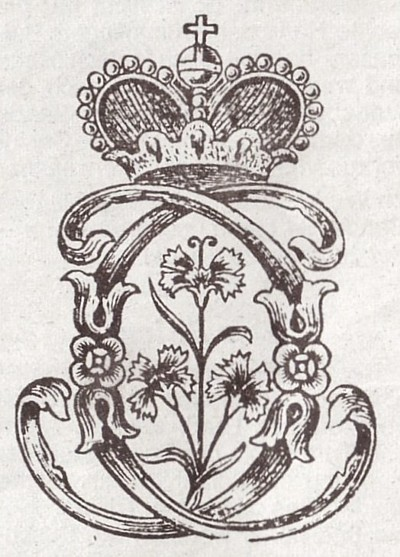
Das Signet der Freimaurerloge „Charlotte zu den drei Nelken“

Die Loge Charlotte zu den drei Nelken (auch: Sankt Johannis-Loge Charlotte zu den drei Nelken im Orient Meiningen) ist eine 1773 gegründete und 1993 wiederbelebte Freimaurerloge in Meiningen. Die Loge hat die Matrikelnummer 81 und gehört der Großen National-Mutterloge „Zu den drei Weltkugeln“ in Berlin an. Seit 2000 ruht das aktive Leben der Loge.

## Geschichte

### Anfänge
Eine erste Freimaurerloge in Meiningen wurde 1741 von Herzog Carl Friedrich von Sachsen-Meiningen mit dem Namen Aux Trois Boussoles (Zu den drei Kompassen) gegründet. Sie war die erste Tochterloge zur Mutterloge „Zu den drei Weltkugeln“ in Berlin und die sechste Loge in Deutschland überhaupt. Die Umgangssprache war französisch und zu den Mitgliedern zählten vorwiegend hohe Hofbeamte. Nach dem Tod von Carl Friedrich 1743 löste sich diese Loge wieder auf.

### Loge Charlotte zu den drei Nelken

#### 18. Jahrhundert
Unter dem Schutz der Herzogin Charlotte Amalie von Sachsen-Meiningen, der Witwe des 1763 verstorbenen Herzogs Anton Ulrich wurde am 29. September 1773 ein Patent für eine neue Loge mit dem Namen Charlotte zu den drei Nelken ausgestellt, die am 31. August 1774 ihre Arbeit aufnahm.
Auszug aus dem Patent, Zitat: Daß nachdem wir auf an Uns geschehenes Ansuchen zur Ausbreitung des hohen Ordens sowohl als zu ersprießlichen Nutzen und Vorteil derer, in der Unserer Aufsicht anvertrauten und unter Unseren Befehlen stehenden Provinz befindlichen Brüder und Freimaurer für gut und dienlich erachtet haben, eine wahre und ächte Freimaurerloge zu gründen und zu errichten. Belegen auch über dies diese Loge mit dem Namen Charlotte zu den drei Nelken und geben ihr zum Wappen zwei C mit einem Fürstenhuth darinnen drey Nelken …
Anfangs aus fünf Mitgliedern bestehend, erhöhte sich die Zahl sehr bald auf 26 Mitglieder mit vier dienenden Brüdern. Die dienenden Brüder waren für das Bedienen und das Wachestehen vor den Logenzimmern zuständig. Das Statut umfasste 30 Artikel. Geführt wurde die Loge von sieben Beamten: dem Meister vom Stuhl, zwei Vorstehern, einem Redner, einem Sekretär, dem Zeremonienmeister und dem Almosenier.
Die Loge übte sich in Toleranz, Humanität und Wohltätigkeit. Die Mitglieder strebten Reformen im Schulwesen an und setzten sich für Waisenkinder und ärmere Bevölkerungsschichten ein. So errichteten sie eine Musterschule mit elf Kindern (1774), ein Lehrerseminar und eine Armenschule (beide 1776). Die Schulen wurden komplett von der Loge unterhalten und die Schüler erhielten freie Kost, Logis und Bekleidung. 1782 kauften die Mitglieder das Eybensche Haus als Logenhaus. Später zog die Loge in ein Gebäude in der Spitalgasse um.

#### 19. Jahrhundert
Nach dem Tod von Herzog Georg I. als Meister vom Stuhl im Jahre 1803 verwaiste die Loge, wurde aber 1816 von Oberjägermeister Freiherr von Ziegesar als Meister vom Stuhl und dem Kommerzienrat und Bürgermeister Holdefreund wiederbelebt. Nach der Neuordnung des Herzogtums 1826, bei der unter anderem das ehemalige Herzogtum Sachsen-Hildburghausen nach Sachsen-Meiningen eingegliedert wurde, fusionierte die Loge Charlotte zu den drei Nelken mit der Hildburghäuser Loge Karl zum Rautenkranz. Das Lehrerseminar wurde im selben Jahr nach Hildburghausen verlegt, wo es mit dem dortigen Lehrerseminar vereinigt wurde. 1833 lösten sich die beiden Logen wieder voneinander. 1844 bezog die Loge ein gut geeignetes Domizil im Hotel „Zum Erbprinzen“ in der Unteren Marktstraße (heute Georgstraße), wo sie einen Saal zu einem Tempel umbaute.
Nach einem großen Aufschwung der Freimaurerloge Mitte des 19. Jahrhunderts zählte die Loge 1864 135 Mitglieder, 17 Ehrenmitglieder und fünf dienende Brüder. Der freimaurerische Geist nahm zu, indem sich die Mitglieder der sozialen Probleme stärker widmeten. Sie organisierten eine bessere Armenpflege und stifteten Mittel für Brot und Feuerung. Die Loge gründete eine Waschanstalt und die ärmeren Bürger konnten bei den Freimaurern günstig Brot und Kartoffeln erwerben.
1873 gab die Loge die Räume im „Erbprinzen“ wegen Mieterhöhung auf und kaufte für sich ein Haus für 30.857 Mark im Steinweg vor dem Oberen Tor. Ab 1890 fand die Freimaurerloge wieder verstärkten Zulauf und stellte sich der neuen Aufgabe, die modernen Naturwissenschaften mit dem Gottesbegriff ohne Dogmatismus in Einklang zu bringen. Wegen baulicher Unzulänglichkeiten und hohen Unterhaltungskosten strebte man den Bau eines neuen Logenhauses an.

#### 20. Jahrhundert

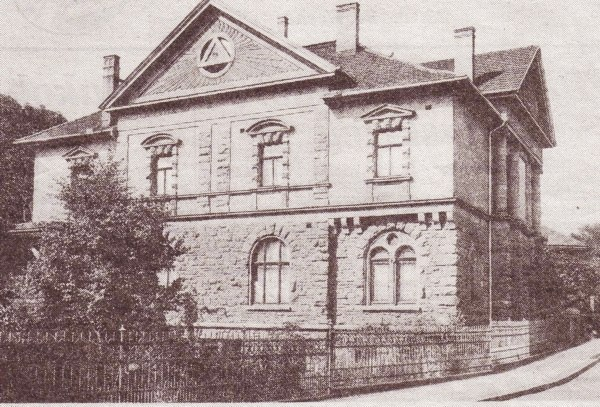
Das 1905 erbaute Logenhaus in der Bismarckstraße

Am 21. Mai 1905 weihte die mittlerweile 205 Mitglieder zählende Loge ihr neues selbstfinanziertes Logengebäude in der Bismarckstraße ein (heute Neu-Ulmer-Straße). Architekt war das Logenmitglied Karl Behlert. Herzog Georg II. sandte zu diesem Anlass folgende Grußschrift, Zitat: Der von 205 den Idealen huldigenden Männern mir gesandte Gruß erfreut mich sehr. Ich erwidere ihn herzlich dankend. Möge die Loge im neuen Heim sich freudig ausleben können. Georg.
Im Ersten Weltkrieg fielen 14 der 36 einberufenen Logenbrüder an der Front. 1932 hatte die Freimaurerloge 175 Mitglieder, 20 Ehrenmitglieder und fünf dienende Brüder. Die Freimaurer hofften 1933 auf einen Sieg von Reichspräsident Hindenburg, der ihnen weiter freie Tätigkeit gewähren würde. Da die Freimaurerei nicht mit der Gleichschaltungspolitik der Nationalsozialisten zu vereinbaren war, drängten diese die Freimaurer zur Auflösung ihrer Logen. Gleichzeitig fanden Verfolgungen von Freimaurern statt. So löste sich die Loge Charlotte zu den drei Nelken am 1. September 1935 auf. In das Logengebäude zog die Kreisleitung der NSDAP ein.
Eine Neugründung der Loge war nach dem Zweiten Weltkrieg durch die Gründung der DDR, die die Freimaurer ebenfalls nicht duldete, nicht möglich. Stattdessen waren im Logengebäude die Kreisleitungen der KPD und anschließend der SED beheimatet. Nach der politischen Wende nahmen in Meiningen am 13. Juni 1992 durch die Neugründung der Loge Georg Liberalitas wieder Freimaurer ihre Tätigkeit auf. Der Name Georg Liberalitas bezieht sich hierbei auf Herzog Georg I. Das Domizil der zur Großloge der Alten Freien und Angenommenen Maurer von Deutschland gehörenden Loge ist das Hotel Sächsischer Hof in Meiningen.

#### Neugründung
1993 fand schließlich die Neugründung der Loge Charlotte zu den drei Nelken auf dem Schloss Landsberg durch eine Initiative der Loge „Die vereinigten Freunde an der Nahe“ in Bad Kreuznach statt. Seit dem Jahr 2000 ruht die Aktivität der Loge. In einer Kooperation mit der Loge Georg Liberalitas beging man 2016 gemeinsam die Feierlichkeiten zu „275 Jahre Freimaurerei in Meiningen“.

## Bekannte Mitglieder
- Herzog Carl von Sachsen-Meiningen
- Herzog Georg von Sachsen-Meiningen
- Georg Heinrich von Roßkampff, Bürgermeister von Heilbronn
- Prinz Joseph Friedrich von Sachsen-Hildburghausen
- Adolf Gottlieb von Eyben, Mitgründer
- Friedrich Ludwig Carl Christian zu Castell-Rüdenhausen, Landesherr und Mäzen
- Johann Matthäus Bechstein, Naturforscher und Forstwissenschaftler
- Rochus von Liliencron, Germanist und Philologe
- Ludwig Bechstein, Literat und Bibliothekar
- Adolf Emil Büchner, Komponist und Dirigent
- Max Arnhold, Ehrenmitglied
- Friedhold Fleischhauer, Konzertmeister
- Karl Behlert, Architekt
- Carl Göbel, Architekt
- Karl Piening, Kammervirtuose
- Franz Innozenz Nachbaur, Schauspieler und Intendant
- Franz Louis Ernst Carl von Ziegesar, Oberjägermeister